# سلفيزوسميدين
سلفيزوسميدين Sulfisomidine أو سلفازوميدين sulphasomidine أو سلفاميثين sulfamethin أو سلفاإيزديميدين sulfaisodimidine (دواء دولي غير مسجل الملكية) مركب يشبه السلفاميدين. الزمرة الدوائية مضاد حيوي من زمرة السلفوناميدات قصيرة التأثير.

## الخواص

### الاسم العلمي
4-amino-N-(2,6-dimethylpyrimidin-4-yl)
 benzenesulfonamide

### الصيغة الكيميائية
C12H14N4O2S

### الوزن الجزئي
278.331غ/مول

## الحرائك الدوائية
- الاستقلاب: أستلة خفيفة.
- الإطراح: 85% كلوي.[6]

## الكتلة المولية
278.331غ/مول 

## طرق الإعطاء
يتم تعاطي الدواء عن طريق الفم.